# Heysel

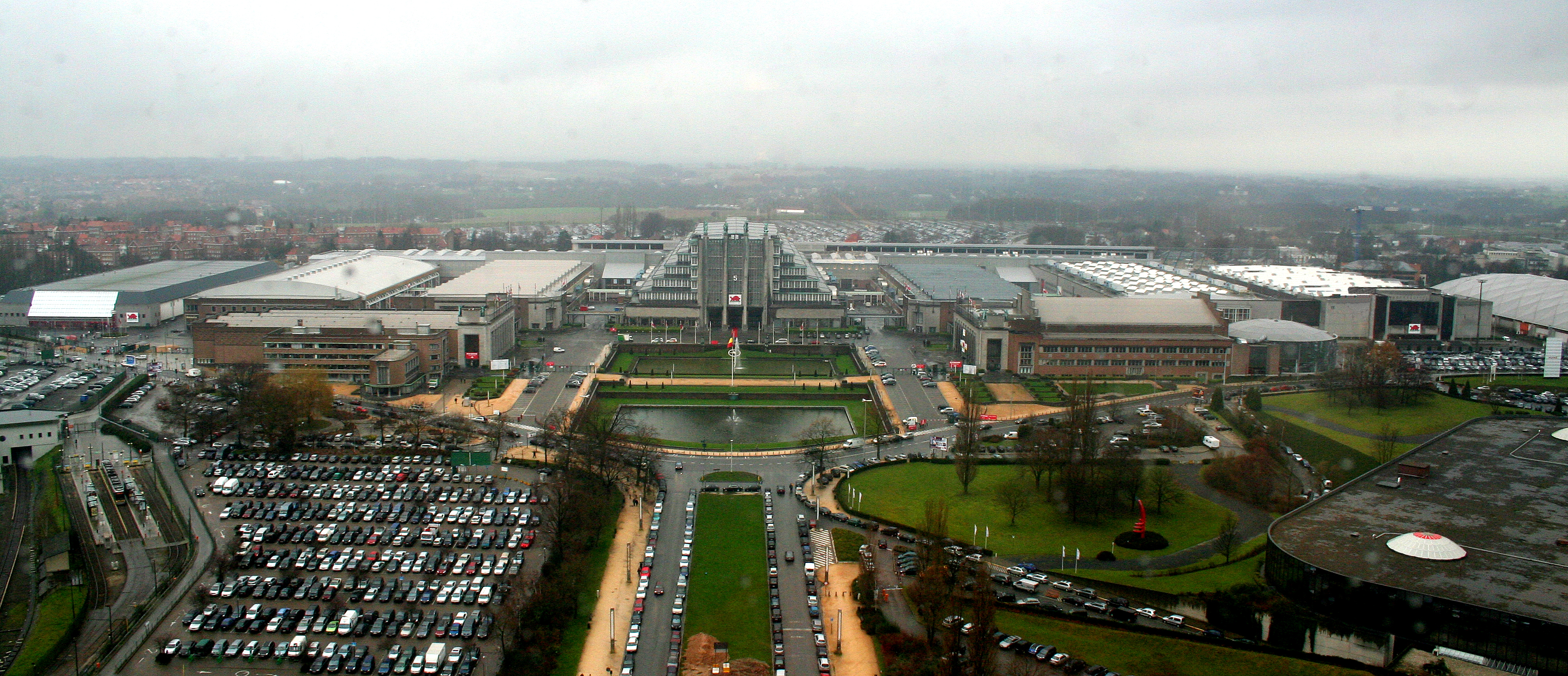
El Palacio del Centenario, visto desde lo alto del Atomium.

Heysel (en francés) o Heizel (en neerlandés) es un parque ferial ubicado en el norte del centro de Bruselas, Bélgica, donde se desarrollaron la Exposición Internacional de 1935 y la Expo '58.
El Atomium, construido para la Exposición Universal de 1958, es el monumento más destacado del parque Heysel. El Palacio del Centenario (en francés: Palais du Centenaire, en neerlandés, Eeuwfeestpaleis) es uno de los edificios que sobreviven de la Exposición Universal de 1935. El Palacio del Centenario fue también sede del Festival de la Canción de Eurovisión 1987. Actualmente se utiliza como feria de muestras. 
El parque de Heysel es también la ubicación del Estadio de Heysel, construido en 1930. Tras la tragedia de Heysel en 1985, en la que murieron 39 espectadores de la final de la Copa de Europa, el estadio fue reconstruido y renombrado como Estadio Rey Balduino. Estaba previsto que fuera demolido para 2018 y reemplazado por el nuevo estadio Eurostadium, que sería construido en otro punto del parque Heysel, sin embargo no se consiguió el permiso para construir el nuevo edificio. 
Otras instalaciones del parque Heysel son una gran sala de cine (Kinepolis), un parque de maquetas en miniatura de famosos monumentos de Europa (Mini-Europe), un parque acuático (Océade) y un planetario.